# Karamea (plaats)
Karamea is een kleine plaats in de regio West Coast op het Zuidereiland van Nieuw-Zeeland. Het is de noordelijkst gelegen plaats van enige betekenis in de regio West Coast, 100 kilometer ten noorden van Westport. De Oparara River loopt door het gebied en er zijn grote natuurlijke riviertunnels. Er is ook een grote lagune die compleet droogstaat bij eb.

## Geschiedenis
De eerste Europese en Chinese immigranten in dit gebied waren goudzoekers en kwamen rond 1860. De eerste nederzetting ontstond in 1874. Naast boerenbedrijven ontstond er in deze regio ook een hout en vlasindustrie. In 1929 werd het gebied getroffen door een aardbeving die ervoor zorgde dat de baai waaraan Karamea ligt zout werd, en de weg naar het plaatsje twee jaar lang was afgesloten.